# Studio 666
Studio 666 è un film del 2022 diretto da BJ McDonnell.
Il lungometraggio, girato interamente in una villa ad Encino, ripercorre le registrazioni del decimo album in studio dei Foo Fighters Medicine at Midnight in chiave umoristica.

## Trama
1993. In una casa in penombra, una ragazza striscia sul pavimento sanguinante e con una gamba rotta, come a scappare da qualcuno. Dietro di lei spunta una figura dall’aria minacciosa. La ragazza volge lo sguardo alla sua sinistra e vede un cadavere brutalmente massacrato. L’individuo dietro di lei, allora, la tira a sé, si china su di lei e la prende a martellate sulla testa, fino a sfondarle il cranio.
Tempo attuale. Durante un meeting nell’ufficio del loro produttore discografico, i Foo Fighters raccolgono idee per il loro decimo album. Grant Shill irrompe nella discussione facendo pesare a tutti il fatto che stiano perdendo troppo tempo, denunciando dei debiti con degli strozzini. Dave Grohl cerca di rassicurare Shill dicendogli che ha già in mente qualcosa e che deve solo registrare, mentre Taylor Hawkins dice che l’album sarà una bomba. Shill si dimostra disposto, allora, a trovargli anche immediatamente uno studio, ma i Foo cercano qualcosa di diverso: cercano qualcosa che abbia a che fare col sovrannaturale per caricare l’atmosfera e rompere gli schemi. Shill, così, tramite la sua assistente Barb, allude a qualcosa a cui loro stessi non crederanno.
La band viene quindi accompagnata in una villa abbandonata ad Encino, Los Angeles. Grohl, guardando le finestre, nota una presenza che scompare in fretta tra le tende, ma soprassiede. Barb mostra loro la casa finché non si spostano nel salone, dove Grohl, dopo aver battuto le mani e aver sentito un'eco sinistra, dice di percepire un’aria di morte, scherzando con Pat Smear. Barb, allora, accenna alla vicenda dei Dream Widow, Al che Grohl, fomentato, decide di prendere la casa e descrive ai ragazzi i piani per posizionare la strumentazione.
Krug, il tecnico della band, procede quindi a scaricare la strumentazione in casa e aiuta Dave a posizionare la batteria, con attenzione particolare per il rullante. Fuori, in giardino, Dave propone di soggiornare nella casa fin quando non saranno terminate le registrazioni. Scaricandosi la responsabilità di avvisare le mogli a vicenda, Chris Shiflett si proporrà di avvisare la nonna di Rami Jaffee con tono ambiguo, provocando la preoccupazione di Rami, che gli intimerà di stare lontano da sua nonna. Poi i ragazzi si spartiscono le camere.
Dave sale nella sua camera e va per mettere su un vinile, ma viene interrotto da un rumore di taglio di siepi. Affacciando vedrà una figura vestita di nero, con una coppola alla testa, che sta tosando i cespugli. Cerca di fermarlo, ma invano.
Krug, nel frattempo, sale nella stanza del missaggio, dove trova un pessimo cablaggio dietro al mixer. Sui cavi passa una mano come di uno spettro. Quando Krug tocca i cavi per sistemarli, riceve una scossa elettrica che lo colpisce da capo a piedi. Entra Dave e con un calcio alla spina del Mixer, mette fine alla scossa, ma ormai Krug è morto, come constatato da Nate Mendel. Dave cerca invano di risvegliarlo chiamandolo e urlandogli “Jäegermeister!”.
Mentre l’ambulanza porta via il cadavere di Krug, Smear dice che l’esperimento ha avuto vita breve, ma Grohl fa di tutto per convincerli a continuare e suggerisce di dedicare a lui il disco. Propone di registrare anche solo le parti di batteria.
La band, poi, si sposta di nuovo in giardino per un barbecue, dove Dave riferisce dell’incontro con il giardiniere misterioso. Mentre griglia gli hamburger, gli apparirà la testa del defunto tecnico sulla griglia, spaventandolo e facendolo ruzzolare all’indietro. Dopo essersi ripreso dallo shock, Dave sente rumori in giardino, correndo con un forchettone da barbecue dietro a quello che sospetta sia il giardiniere misterioso. In realtà, i rumori sono stati causati dalla vicina Samantha che si presenta a tutti i membri della band.

## Promozione
Il primo trailer del film è stato reso disponibile sul canale YouTube del gruppo l'11 gennaio 2022.

## Distribuzione
il film è stato distribuito dalla Open Road Films nelle sale cinematografiche statunitensi a partire dal 25 febbraio 2022, dopo un'anteprima tenutasi il 16 febbraio al TCL Chinese Theatre di Los Angeles. In Italia, il film è stato distribuito in sala da Nexo Digital dal 23 al 29 giugno 2022.